# Mr. Hands
Pour les articles homonymes, voir Hands.
Albums de Herbie Hancock
Monster
(1980) Herbie Hancock Trio (en)
(1982)
Mr. Hands est un album d'Herbie Hancock sorti en 1980.

## À propos de l'album
Contrairement à Monster, un album plus orienté pop avec un groupe unique, Mr. Hands mélange plusieurs expérimentations, avec différentes sections rythmiques. L'album mêle les sonorités de Head Hunters avec l'approche jazz-funk de Man-Child.
Herbie Hancock joue de nombreux claviers, enregistrant souvent plusieurs pistes par morceau. C'est le premier disque où il utilise un Apple II+ modifié pour programmer de la musique.

## À propos des morceaux
Sur Spiraling Prism, Herbie Hancock utilise surtout le Prophet 5 et l'Oberheim 8 Voice
Sur Calypso, aux accents Afro-Caribéens, il joue un synthétiseur produisant le son du steel drum, en compagnie de Tony Williams et de Ron Carter.
Just Around the Corner, aux accents disco et funk, réunit la guitare de Wah Wah Watson, Freddie Washington à la basse slap et Alphonse Mouzon à la batterie.
4 A.M. est une pièce jazz-funk accompagné par la basse de Jaco Pastorius.
Sur Shiftless Shuffle, Hancock réunit le groupe de Head Hunters, à savoir Paul Jackson à la basse, Bennie Maupin au saxophone, Bill Summers aux percussions et Harvey Mason à la batterie.
Selon Richard S. Ginell de AllMusic, la meilleure pièce est Textures, sur lequel Hancock joue tous les instruments.

## Contenu de l'album
| No | Titre                  | Musique                                        | Durée |
| -- | ---------------------- | ---------------------------------------------- | ----- |
| 1. | Spiraling Prism        | Herbie Hancock                                 | 6:27  |
| 2. | Calypso                | Herbie Hancock                                 | 6:46  |
| 3. | Just around the Corner | Herbie Hancock/Melvin Ragin/Freddie Washington | 7:38  |
| 4. | 4 A.M.                 | Herbie Hancock                                 | 5:25  |
| 5. | Shiftless Shuffle      | Herbie Hancock/Harvey Mason/Bennie Maupin      | 7:12  |
| 6. | Textures               | Herbie Hancock                                 | 6:37  |

Quelques instruments utilisés par Herbie Hancock
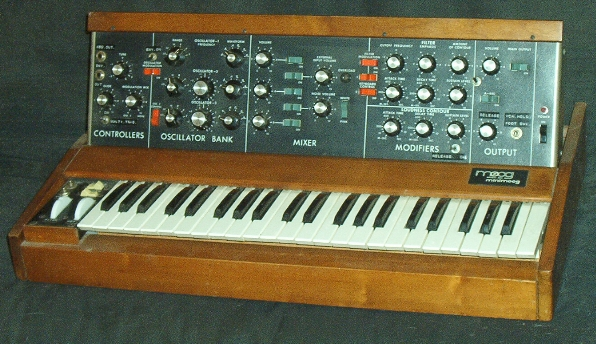
Minimoog
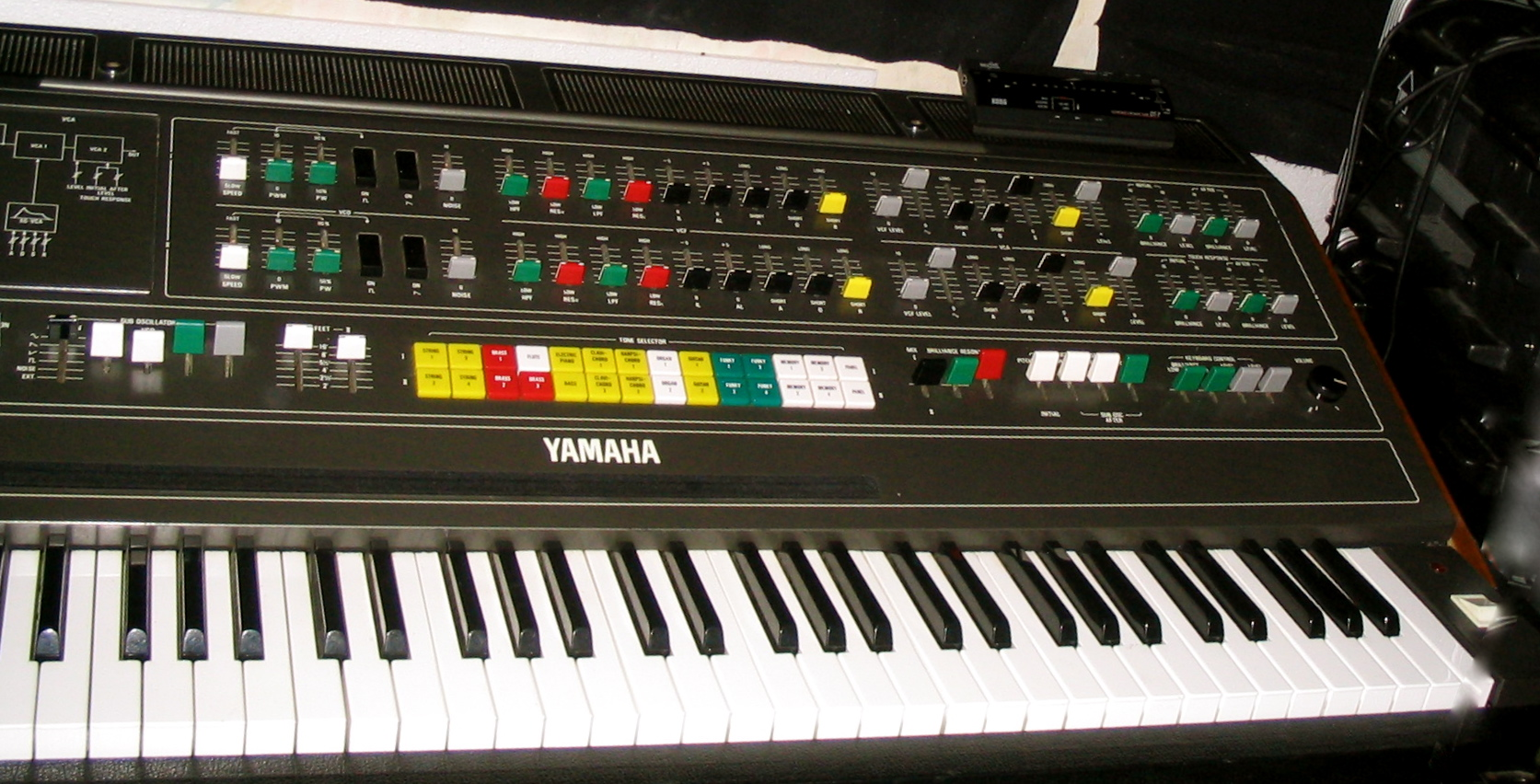
Yamaha CS-80
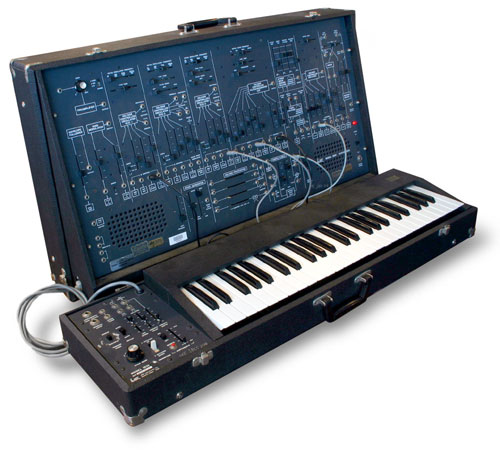
ARP 2600
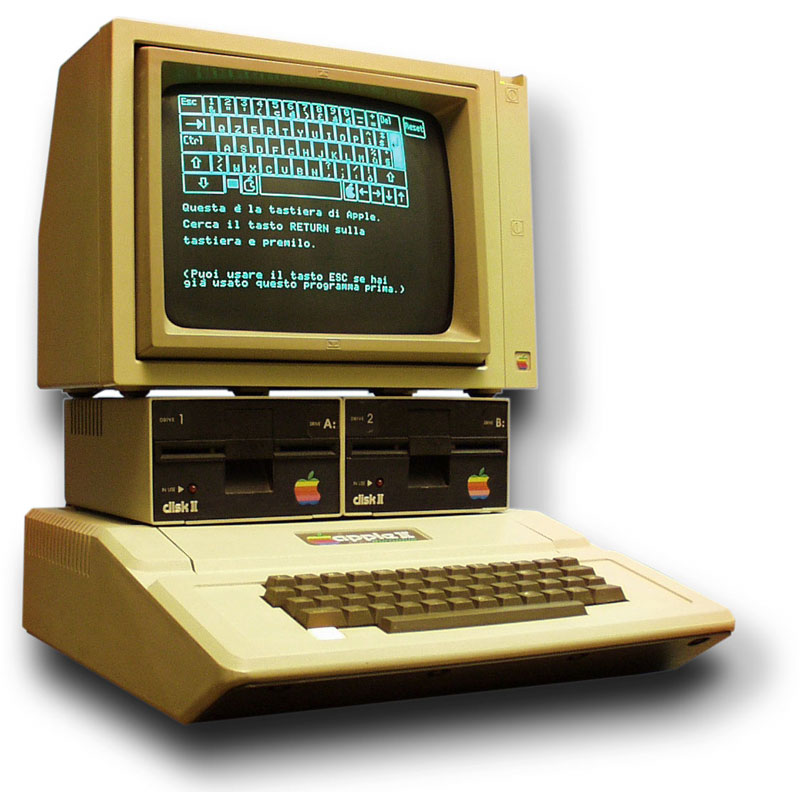
Apple II+

## Musiciens
- Herbie Hancock : pianos acoustique et électrique, claviers, vocoder, clavinet Hohner, Yamaha CS-80, Minimoog, ARP 2600, Linn LM-1, Apple II
- Bennie Maupin : Saxophone ténor
- Wah Wah Watson - Guitare
- Byron Miller (1), Ron Carter (2), Freddie Washington (3), Jaco Pastorius (4), Paul Jackson (5)  - Basse
- Leon Chancler (1), Tony Williams (2), Alphonse Mouzon (3), Harvey Mason (4,5) - Batterie
- Bill Summers (1, 4-5), Sheila Escovedo (2-3) - Percussions